# Leave a Whisper
Leave a Whisper é o álbum de estreia da banda Shinedown, lançado a 27 de Maio de 2003.

## Faixas
1. "Fly from the Inside" – 3:55
2. "Left Out" – 3:51
3. "Lost in the Crowd" – 3:58
4. "No More Love" – 3:46
5. "Better Version" – 3:45
6. "Burning Bright" – 3:46
7. "In Memory" – 4:04
8. "All I Ever Wanted" – 4:12
9. "Stranger Inside" – 4:01
10. "Lacerated" – 4:00
11. "Crying Out" – 3:34
12. "45" – 4:09
13. "Simple Man" – 5:20
14. "Burning Bright" (Sanford Mix) – 3:44
15. "45" (Acústico) – 4:34

## Paradas
Álbum